# Monumento nazionale alla Bandiera

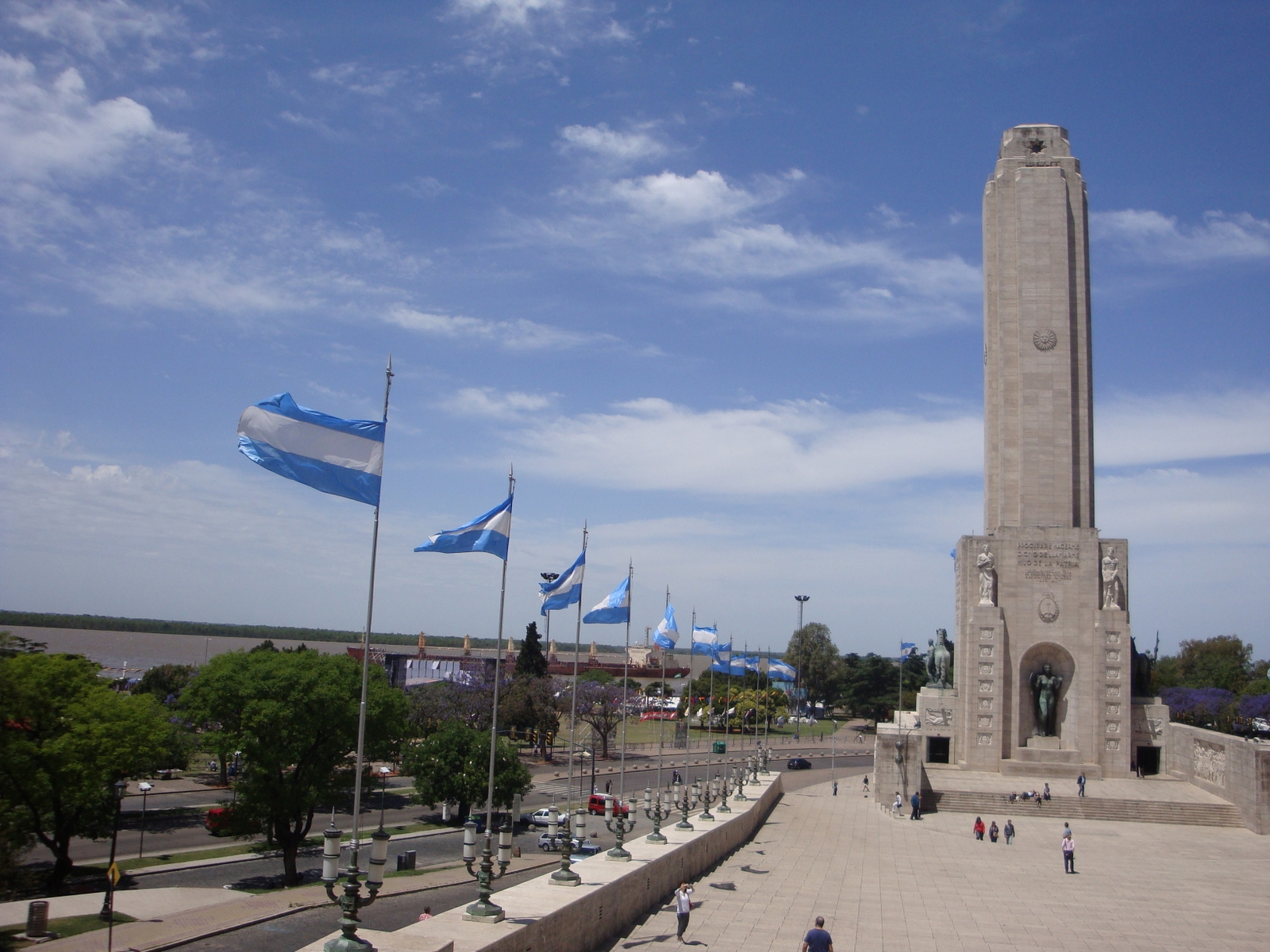
Fotografia del monumento nazionale alla Bandiera.

Il Monumento storico nazionale alla Bandiera (in spagnolo: Monumento histórico nacional a la Bandera) è un gigantesco complesso monumentale della città argentina di Rosario, nella provincia di Santa Fe. Principale icona della città, sorge tra la cattedrale di Nostra Signora del Rosario ed il fiume Paraná, nel luogo dove il 27 febbraio 1812 il generale Manuel Belgrano inalberò per la prima volta la bandiera dell'Argentina.

## Storia
A marzo 1939 un decreto presidenziale autorizzò la Commissione Nazionale del Monumento alla Bandiera ad indire un concorso per la presentazione di una serie di progetti dell'opera.

Ad essere selezionato fu il progetto chiamato Lema Invicta, elaborato dagli architetti Alejandro Bustillo e Angel F. Guido e dagli scultori Alfredo Bigatti e José Fioravanti. Secondo la descrizione fatta dai progettisti, il monumento avrebbe dovuto simboleggiare la nave della Patria che naviga attraverso le acque del Mare dell'Eternità in cerca di un glorioso destino. Attraverso i diversi gruppi scultorei si volevano rappresentare i valori economici, spirituali, storici, geografici e tellurici della nazione argentina.
I lavori di costruzione iniziarono nel 1943 e procedettero regolarmente per due anni, tuttavia la difficoltà di approvvigionamento dei materiali e l'aumento dei costi dovuto all'inflazione fecero dilatare i tempi di consegna. Tutta l'opera fu realizzata in cemento armato rivestito di marmo travertino. Grazie alla perseveranza del suo progettista Arch. Guido, il monumento fu ultimato quattro anni dopo la posa della prima pietra. Fu solennemente inaugurato il 20 giugno 1957 alla presenza del presidente de facto dell'Argentina Pedro Eugenio Aramburu.

## Descrizione
Il Monumento nazionale alla Bandiera è costituito da tre parti principali:
- la torre: alta 70 m, presenta sul fronte l'iscrizione “La Patria a su Bandera”, mentre sui quattro lati si stagliano le allegorie del Paraná, dell'Oceano Atlantico, della Pampa e delle Ande. Sulla base sono riportate alcune citazioni di Belgrano mentre al di sotto della torre si sviluppa la cripta dedicata al generale inventore della bandiera argentina.[5]

La torre è sormontata da un belvedere dalla quale è possibile ammirare il panorama sia sulla città che sul fiume.
- Patio civico: caratterizzato dalla scalinata monumentale che simboleggia gli sforzi ed i sacrifici intrapresi mediante battaglie, guerre e trattati per la creazione dello stato argentino.[6]
- Propileo Trionfale della Patria: presenta sulle sue pareti il testo dell'inno nazionale argentino e simboleggia lo stato argentino organizzato secondo il diritto costituzionale dopo l'approvazione del testo del 1853. Al centro si trova la fiamma perenne, al di sotto della quale riposano i resti del milite ignoto. All'interno del propileo si stagliano quattro allegorie delle tappe storiche del continente americano: l'America Indigena, l'America Coloniale, l'America Costituzionale e l'America Futura.[7]

Sotto il propileo si sviluppa la Galleria d'Onore delle Bandiere d'America che custodisce i simboli nazionali dei paesi dell'Organizzazione degli Stati americani più quelli di Italia e Spagna in omaggio alle correnti migratorie che più contribuirono allo sviluppo della città di Rosario.